# Mars 1768
Cette page présente les faits marquants du mois de mars 1768.

## Événements
- 14 mars : traité entre le bey de Tunis et la Compagnie royale d'Afrique qui obtient le monopole de la pêche du corail[1]. Les Français ouvrent un comptoir à Bizerte, en Tunisie, puis obtiennent l'autorisation de s'installer sur La Galite et, plus tard, au cap Bon[2].
- Mars : le général birman Maha Thihathura bat le corps expéditionnaire chinois en Birmanie et le contraint à repasser la Salouen[3].